# Les (Alta Garona)
Les (francès Lez) és un municipi del departament francès de l'Alta Garona, a la regió d'Occitània.